# Weltalm Theater
Weltalm Theater ist eine Freie Theatergruppe aus der Schweiz. Gegründet wurde Weltalm 2005 von Vivianne Mösli, Doro Müggler, Peter Zumstein und Frank Gerber. Zusammen mit anderen Kulturschaffenden produzieren sie seither Theater für Kinder und Jugendliche.
In der Saison 2009/10 brachte das Weltalm Theater eine Kindertheaterserie auf die Bühne. Siegenthalers im Seich erzählt die Geschichte des Alltags einer chaotischen Familie. Der Text war geschrieben von Matto Kämpf und interpretiert von Dirk Vittinghoff.
2023 feierte die Gruppe zuletzt Premiere mit der Produktion It depends in der Prozess Bar in Bern. Unter der Regie von Carol Blanc entstand zusammen mit professionellen Künstlerinnen und Klünstlern und Laien ein Stück über Abhängigkeit und darüber, wie alles zusammenhängt. Für die Recherche zum Stück wurden mehrere Interviews mit Schüler und Schülerinnen geführt, woraus dann die Figuren gestaltet wurden.

## Produktionen (Auswahl)
- Neun Tage hat die Woche. Ein Mary Poppins Remixed – Regie: Peter Zumstein (Schlachthaus Theater Bern, 2005/06)
- Taikatalavi! (Schlachthaus Theater Bern, 2008/09)
- Siegenthalers im Seich. Eine Theaterserie über eine ganz moderne Familie in 4 Folgen – Regie: Dirk Vittinghoff (Schlachthaus Theater Bern, 2009/10)
- Hans im Glück. Eine Reise ins Glück und zurück. – Regie: Markus Gerber (2010/11)
- Balkanmusik – Regie: Manuel Bürgin (Schlachthaus Theater Bern, 2011/12)
- Das doppelte Lottchen – Regie: Lena Lessing, Liliane Steffen (Schlachthaus Theater Bern, Theater Chur, 2012–2014)
- David Copperfield – Regie: Lena Lessing (Schlachthaus Theater Bern, 2014/15)
- Findling. Eine nordische Kommödie – Regie: Lena Lessing (Theater Winterthur 2015/16)
- Grüeni Eier mit Späck uf Änglisch – Regie: Dominique Jann (Schlachthaus Theater Bern, Quartierzentrum Tscharnergut, 2018/19)
- Otherworld. Ein Schauriges Familienstück – Regie: Dennis Schwabenland (2019/20)
- Gschwüschterti – Theater Sgaramusch und Weltalm Theater (2020–2023)
- It depends – Regie: Carol Blanc (2023–2025)